# Drosophila prosaltans
Drosophila prosaltans är en tvåvingeart som beskrevs av Oswald Duda 1927. Drosophila prosaltans ingår i släktet Drosophila och familjen daggflugor.
Artens utbredningsområde täcker ett område från Mexiko till Brasilien och Paraguay.